# ويلارد راي كاستر
ويلارد راي كاستر (بالإنجليزية: Willard Ray Custer)‏ هو مخترِع ومهندس أمريكي، ولد في 6 يونيو 1899 في Warfordsburg, Pennsylvania ‏ في الولايات المتحدة، وتوفي في 25 ديسمبر 1985 في هاجرستاون في الولايات المتحدة.